# Palmenhaus de Viena

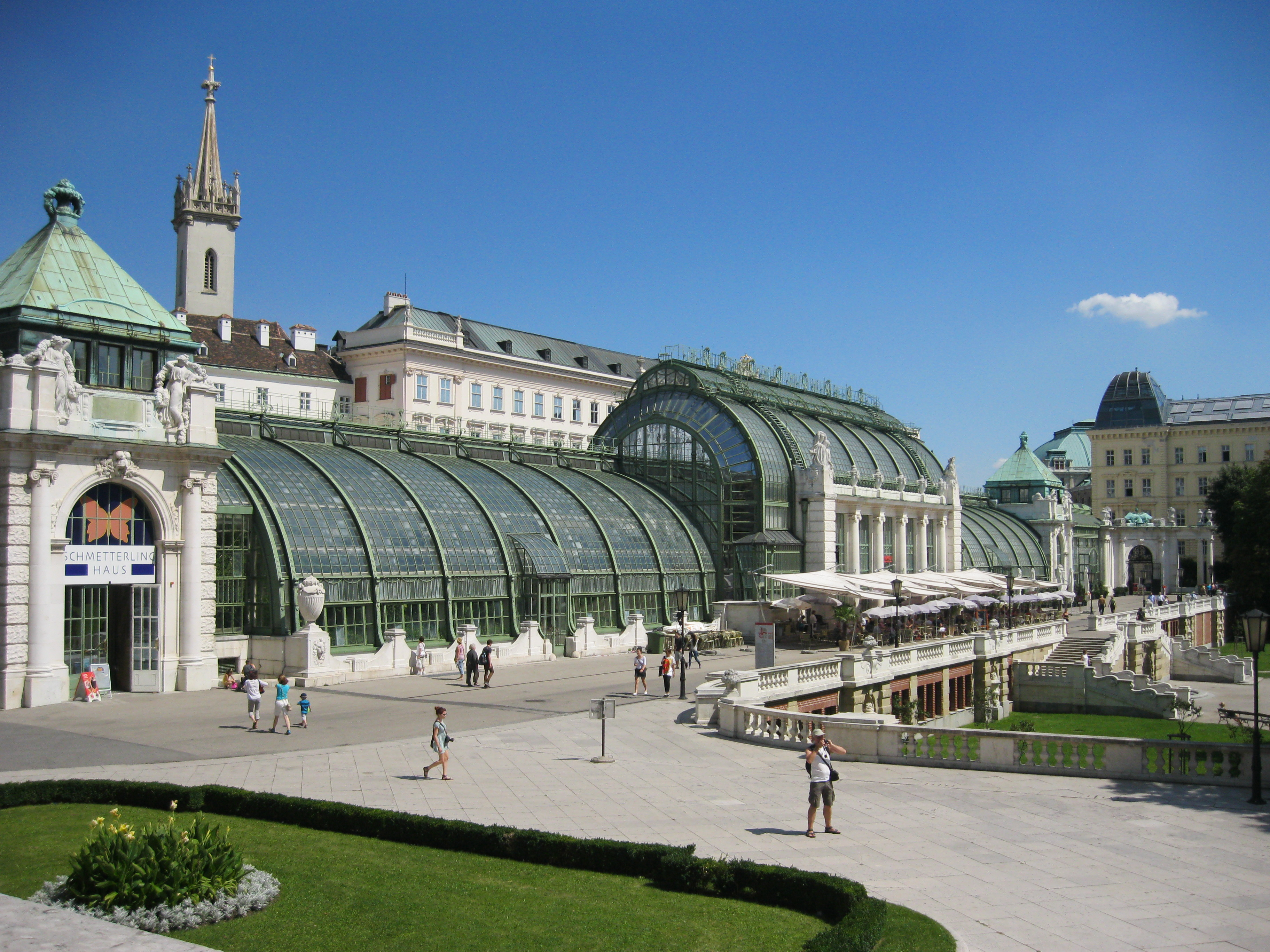
El Palmenhaus en el Burggarten es un popular lugar de encuentro en verano

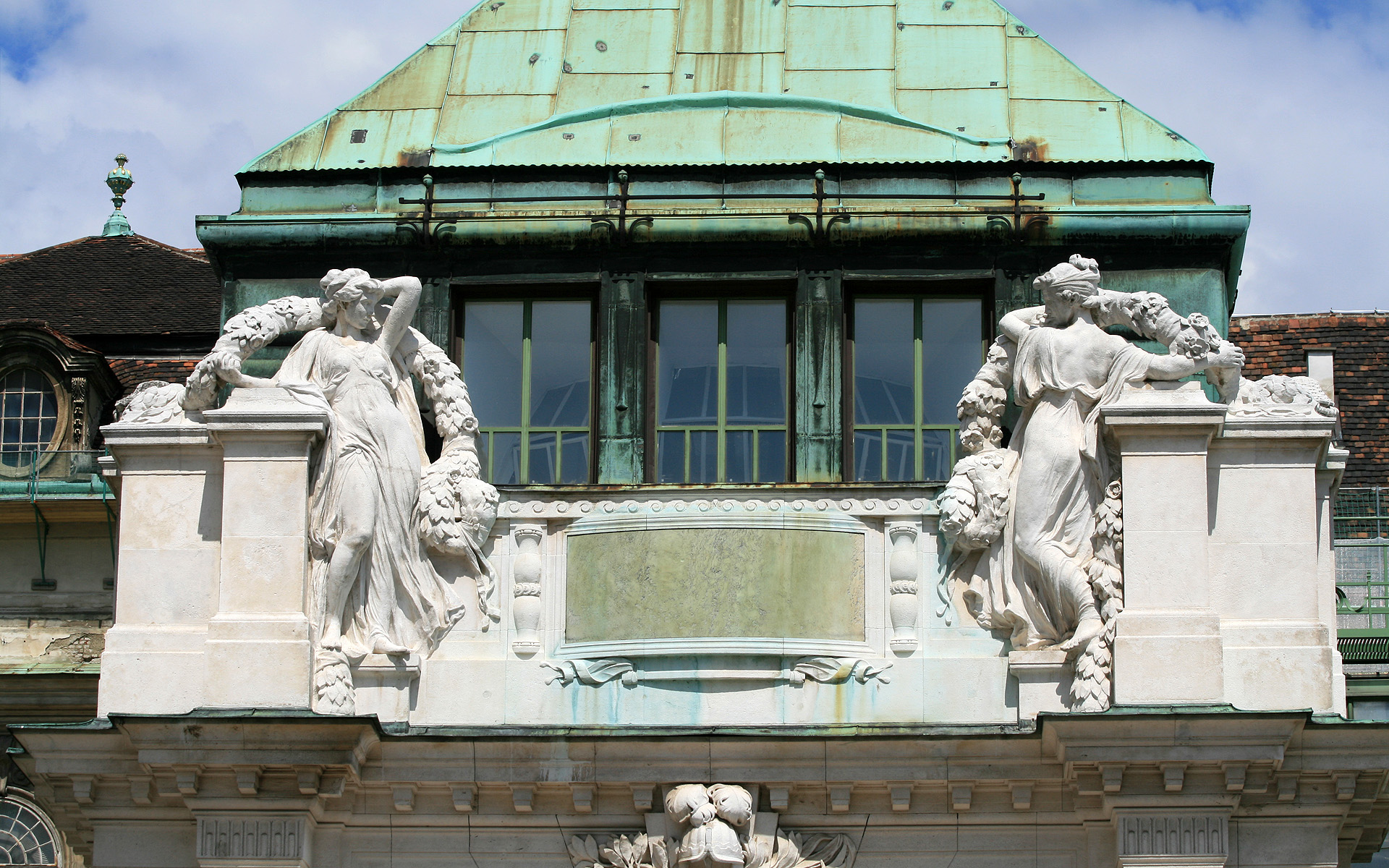
Detalle de la fachada Art Nouveau

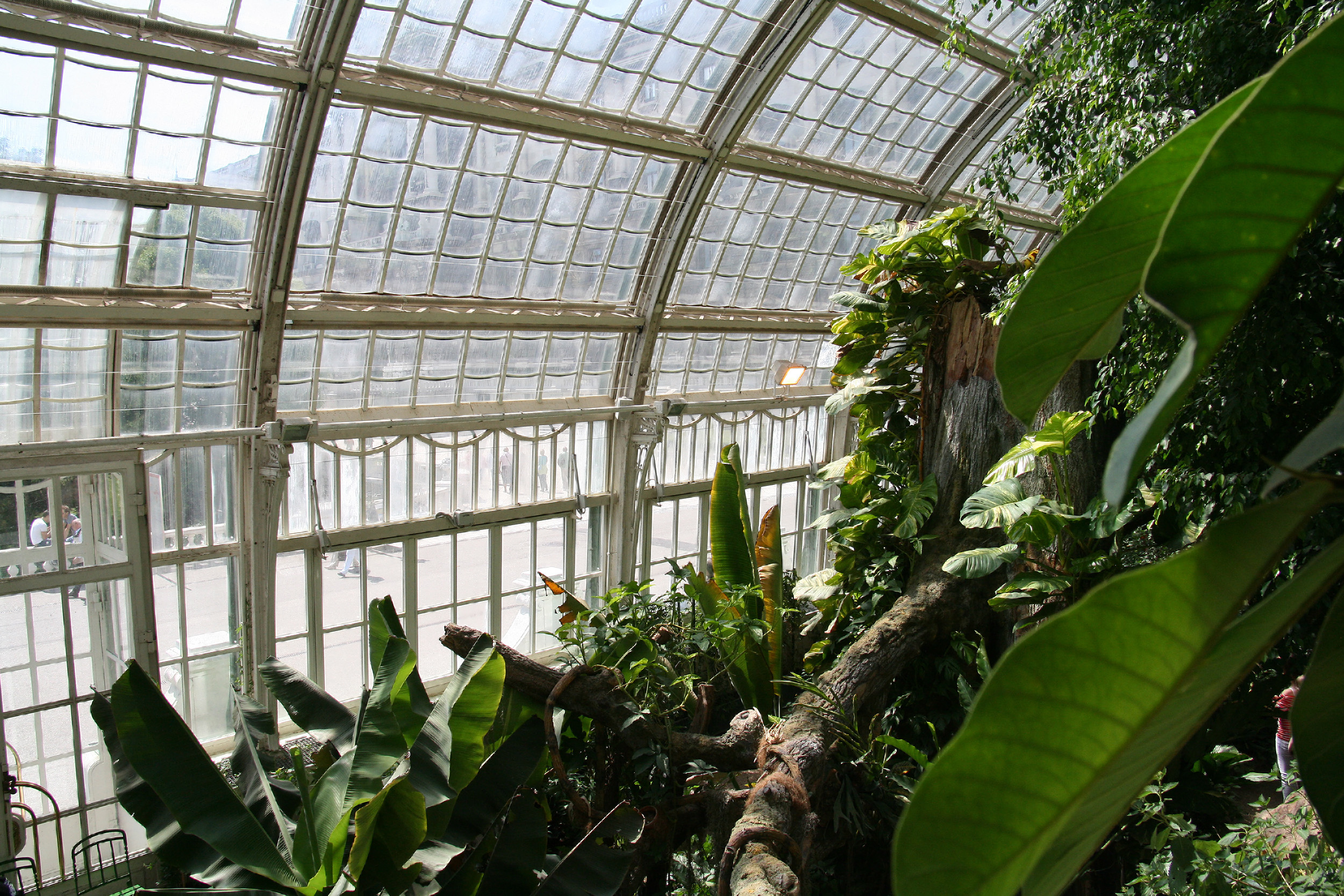
Vista interior de la casa de las mariposas

El Palmenhaus, casa de las palmeras, o casa de cristal es un invernadero en el 1er Distrito de la ciudad interior de Viena. Se encuentra en el borde del Burggarten cerca de la Albertina y la Ópera Estatal y tiene una longitud de 128 metros y una superficie construida de unos 2.050 m².

## Historia
El invernadero neoclásico original fue construido entre 1823 y 1826 según los planos de Ludwig von Remy y se basó arquitectónicamente en la Orangerie de Schönbrunn . La pared trasera del edificio formaba parte de la entonces muralla de la ciudad de Viena . Después de que fuera demolido a principios de siglo, se construyó uno nuevo influenciado por el Art Nouveau en 1902-1906 según los diseños del arquitecto de la corte Friedrich Ohmann. Las decoraciones de la sección central (jarrones, figuras femeninas con coronas, niños) son de Josef Václav Myslbek.
Entre 1919 y 1938 fue sede y espacio de exposición de la Kunstgemeinschaft, una asociación de artistas visuales. 
En 1988 fue cerrado por motivos de seguridad, de 1996 a 1998 se restauro completamentey en 1998 finalmente se reabrió. La parte central es utilizada por un negocio de catering, el ala izquierda alberga el mariposario y el ala derecha es utilizada por los Jardines Federales de Austria como invernadero.